# Jean Bassange
Jean Bassange est un peintre français, actif à Paris au milieu du XVIIe siècle.

## Biographie

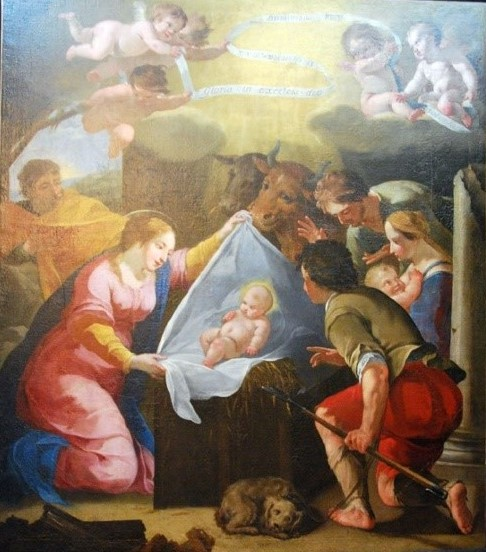
L'Adoration des bergers, huile sur toile, Compiègne, musée Antoine-Vivenel

En 1915, Jules Guiffey le citait pour la première fois comme peintre de l'Académie de Saint-Luc. Un seul tableau de sa main nous est parvenu. Cette œuvre, une Adoration des Bergers, huile sur toile signée, 1,47 × 1,27 cm, a été retrouvé par Éric Blanchegorge, conservateur du musée Antoine Vivenel de Compiègne, dans un bâtiment municipal de la ville. Guillaume Kazerouni a révélé le peu que l'on sache de cet artiste grâce à plusieurs documents d'archives échelonnés de 1628 à 1654.
L'Adoration des Bergers, conservée au musée Antoine Vivenel, s'inspire d'un œuvre de Simon Vouet, diffusée par la gravure de François Perrier.